# ادوارد خانتزیان
ادوارد خانتزیان ارمنی: Էդվարդ Խանցյան؛ انگلیسی: Edward Khantzian؛ ۲۶ مهٔ ۱۹۳۵ - ۲۱ مارس ۲۰۲۱) روان‌پزشک ارمنی‌تبار اهل ایالات متحده آمریکا که پروفسور پاره‌وقت روان‌پزشکی در مدرسه پزشکی هاروارد بود.

## زندگی‌نامه
وی در ۲۶ مهٔ ۱۹۳۵ هیورهیل، ماساچوست به دنیا آمد و از فارغ‌التحصیل گشت. وی در ۲۱ مارس ۲۰۲۱ در سن ۸۵ سالگی در گرولند، ماساچوست درگذشت.